# Kostel svatého Martina (Nicov)
Kostel sv. Martina v Nicově tvoří i díky své vyvýšené poloze pohledovou dominantu obce. Nicov je malá ves v pěkné poloze ve svahu hory Královský kámen na rozhraní Kašperskohorska a Stašska na Šumavě. Leží v nadmořské výšce 885 metrů. Jedná se o jeden z nejvýše položených kostelů v České republice. Kostel je obklopen hřbitovem s ohradní zdí a brankou. Památková ochrana se vztahuje na areál kostela s přilehlým hřbitovem. Areál kostela s přilehlým hřbitovem a ohradní zdí je zásadní část urbanistické struktury obce a se sousední bývalou farou tvoří duchovní jádro osídlení.

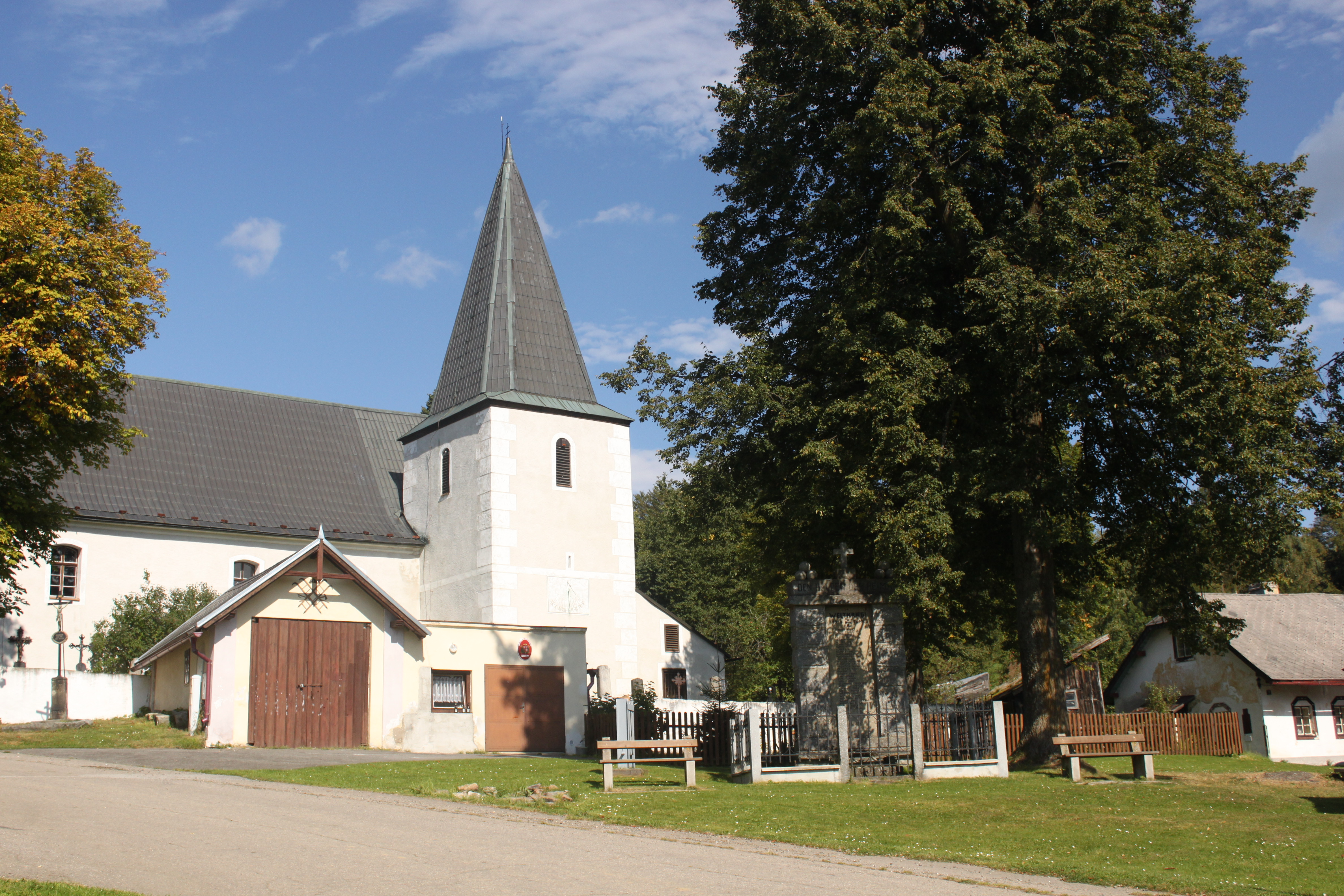
Nicov, kostel sv. Martina

V 19. století do kostela pravidelně přicházeli poutníci z Horské Kvildy a okolí prosící o požehnání pro zdraví svých stád. Pravidelným návštěvníkem byl šumavský obr a silák Rankl Sepp, občanským jménem Josef Klostermann (1819–1888). Původně hospodařil na statku poblíž Zlaté Studny u Horské Kvildy, později koupil statek v Jáchymově u Stach. Protože neuměl česky, nemohl navštěvovat české bohoslužby ve Stachách, ale německé v Nicově. Pochován je ve Stachách.

## Historický vývoj
Románský kostel sv. Martina pochází ze 13. století, v roce 1356 je zmiňovaný jako farní kostel farnosti Nicov. Stavba byla barokně upravena ve druhé polovině 17. století a později ještě následovaly dílčí úpravy. Západní část lodi je pozdější přístavbou, krypta a sakristie byly přistaveny roku 1866.
Nejstarší svatyně zde vznikla v letech 1220–1240. Mezi lety 1296 a 1301 patřil kostel mužskému benediktinskému klášteru na Ostrově u Davle a roku 1310 byl potvrzen papežem Klimentem V. jako kaple ostrovského kláštera. Pro velkou vzdálenost od mateřského kláštera a nadmořskou výšku měl kostel poustevnický charakter, ale ve 14. století byl také kostelem farním. Do husitských válek v něm působilo šest farářů, všichni řeholníci z Ostrova u Davle.
Po husitských válkách se kostel stal majetkem panství hradu Kašperk, v roce 1584 ho získalo do majetku město Kašperské Hory a stal se filiálním kostelem kašperskohorské farnosti.
Po znovuzaložení farnosti Nicov v roce 1857 byl opět farním kostelem. Koncem 19. století v Nicově působil kněz Johann Jungbauer. Po zániku nicovské farnosti je od roku 2020 filiálním kostelem farnosti Stachy.

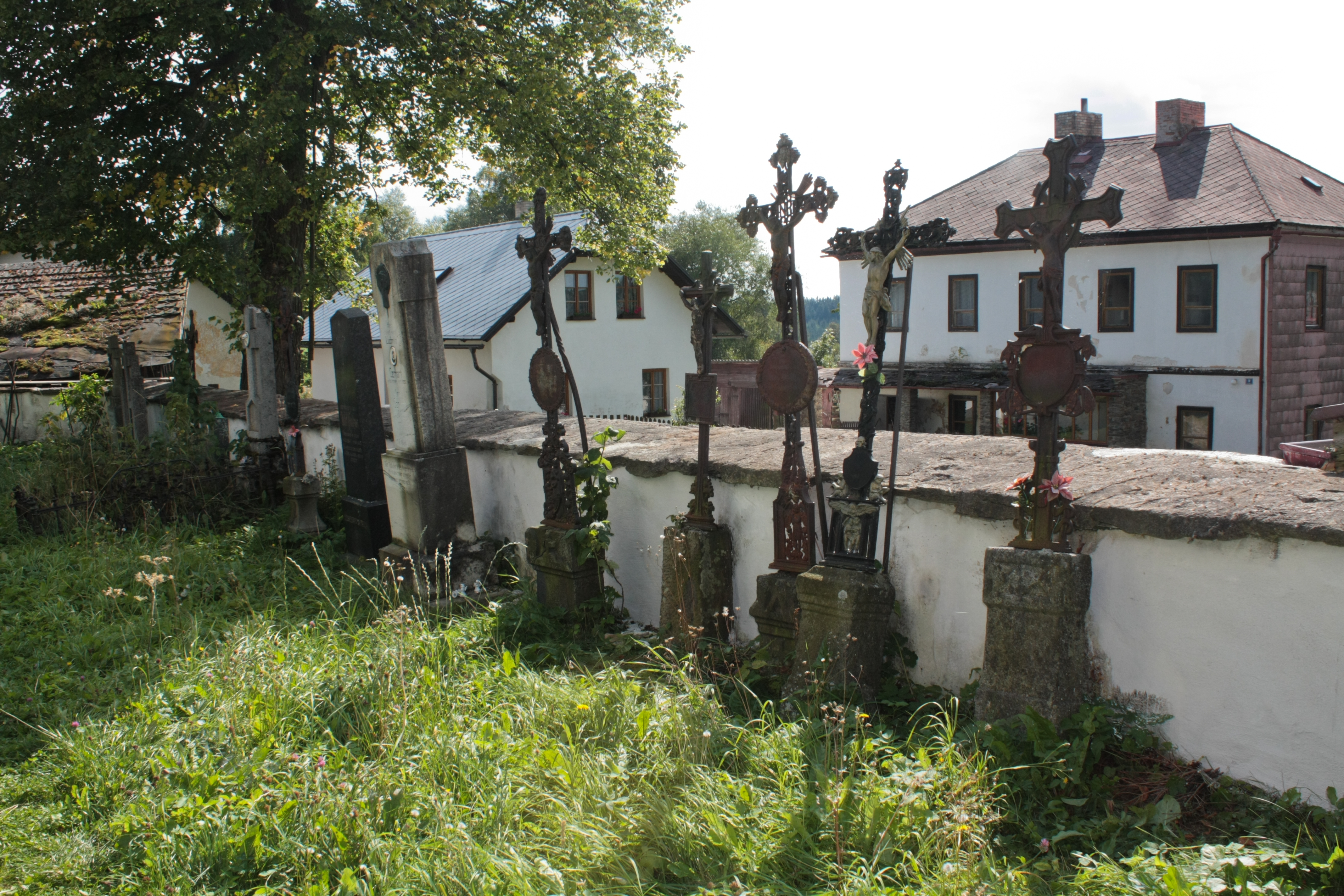
Nicov, hřbitov

## Architektura a interiér kostela
Kostel sv. Martina je jednolodní stavba se čtvercovým presbytářem a hranolovou věží. Průčelí lodi, v jehož přízemí se nachází segmentové okno, vybíhá v jednoduchý barokní štít. Podélné strany jsou prolomeny třemi dovnitř vyšpaletovanými okny (dvě blíže u sebe ležící jsou na místě starých). Ve východní stěně závěru je zachováno původní románské okno. Tyto prostory kryje společná šindelová střecha. K pravému boku lodě přiléhá stará (snížená) věž s jehlancovou střechou, v přízemí jsou úzká čtverhranná dovnitř rozšířená okénka, v hořejším patře jsou prostě zděná polokruhem klenutá okna, která se otevírají ku třem volným stranám. Loď je obdélníková s plochým stropem, triumfální oblouk je polokruhový, přepásaný maltovou římsou a dělí loď od křížově zaklenutého presbytáře. Kostel je původně románská jednolodní stavba barokně přestavená a upravená. K památkově hodnotným patří gotická valená klenba podvěží, barokní křížová klenba bez žeber, presbytář a krovy. Na východní straně zůstalo zachované zazděné románské okno. K jižní zdi kostela přiléhá věž s jehlancovou střechou. V 19. století byla prodloužena loď (14 metrů) a snížena věž.
Loď dlouhá přes 14 metrů s plochým stropem je oddělena od presbytáře triumfálním obloukem zdůrazněným pilastry s jednoduchými hlavicemi. V roce 1866 byla přistavena sakristie a předsíň.
Vnitřní zařízení je památkově chráněné. Pozdně barokní portálový oltář je dílem neznámého umělce z 2. poloviny 18. století. Dřevořezba sv. Martina na koni s klečícím žebrákem je doplněn městskými hradbami. Sv. Martina doplňují sochy sv. Isidora (patron oráčů), sv. Notburgy (patronka ženců obilí), sv. Vendelína a sv. Linharta (patroni chovatelů dobytka). Pojetí soch nasvědčuje inspirací obdobnými sochami v Bavorsku. V roce 2004 byly některé součásti oltáře zcizeny. Dle jiného zdroje, Emanuela Pocheho a kol. svatého Martina doplňují na zpovědnicích stojící sochy Máří Magdalena a Svatý Jeroným, na pilastrech triumfálního oblouku a v lodi sochy svatého Josefa, svatého Petra, svatého Pavla a Panny Marie.
V kostele jsou hodnotné varhany z roku 1811 (pravděpodobně dílo varhanáře Gartnera z Tachova). Zvon i s nápisem jmen čtyř evangelistů v gotické majuskuli je ze 14. století.   